# Collaria meilleurii
Collaria meilleurii är en insektsart som beskrevs av Léon Abel Provancher 1872. Collaria meilleurii ingår i släktet Collaria och familjen ängsskinnbaggar. Inga underarter finns listade i Catalogue of Life.